# Albert Michelsen

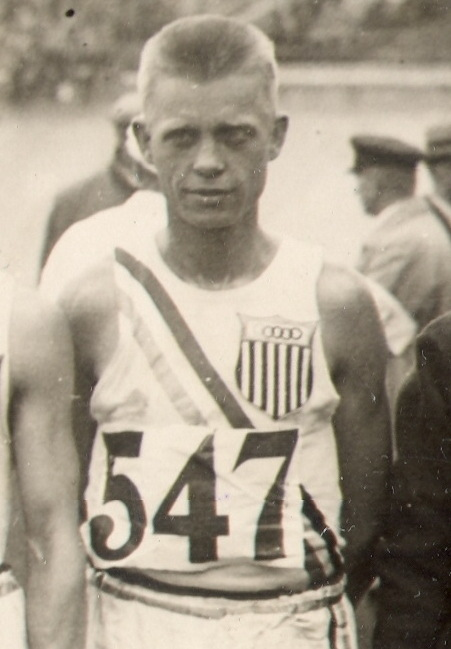
Michelsen (1928)

Albert Michelsen (Albert Richard „Whitey“ Michelsen; * 16. Dezember 1893 in Danbury, Connecticut; † 7. Juli 1964 in Saint Petersburg) war ein US-amerikanischer Marathonläufer.
1923 wurde er Vierter beim Boston-Marathon (Streckenlänge ca. 38 km) in 2:28:28 h und siegte bei Marathonläufen in Baltimore in 2:59:48 h und New York City in 2:48:24 h. Im Jahr darauf verbesserte er sich als Zweiter in Baltimore auf 2:45:48 h.
1925 siegte er in Baltimore in 2:43:58 h und wurde beim Boston-Marathon (Streckenlänge ca. 40 km) Vierter in 2:37:22 h. Am 12. Oktober stellte er in Port Chester mit 2:29:02 h eine Weltbestzeit auf; allerdings betrug die Streckenlänge laut ARRS lediglich ca. 40 km.
1926 wurde er beim Boston-Marathon (Streckenlänge ca. 40 km) erneut Vierter in 2:34:03 h und jeweils Zweiter bei den US-Meisterschaften in 2:53:06 h und in Port Chester mit 2:44:48 h. Im Jahr darauf kam er bei den US-Meisterschaften in 2:45:16 h erneut auf den zweiten Platz und siegte in Port Chester (Streckenlänge ca. 38,6 km) mit 2:31:11 h.
Im Olympiajahr 1928 wurde er bei den US-Qualifikationsläufen Zweiter in Long Beach mit 2:35:23 h und Dritter in Baltimore mit 3:01:47 h. Beim olympischen Marathon in Amsterdam wurde er Neunter in 2:38:56 h.
1929 wurde er beim Boston-Marathon (Streckenlänge ca. 41,1 km) Vierter in 2:37:22 h und siegte in Port Chester mit 2:38:31 h.
1931 siegte er bei den Meisterschaften der New York Metropolitan AAU (Streckenlänge ca. 38,5 km) in 2:32:35 h.
Bei den Qualifikationsläufen im Olympiajahr 1932 wurde er Vierter beim Boston-Marathon (Streckenlänge ca. 41,1 km) in 2:36:23 h und Zweiter in Salisbury (Massachusetts) mit 2:43:45 h. Den dritten Lauf in Los Angeles gewann er in 2:44:11 h. Beim olympischen Marathon in Los Angeles wurde er Siebter in 2:39:38 h.
Zum Abschluss seiner Karriere wurde er beim Boston-Marathon 1933 (Streckenlänge ca. 41,1 km) Sechster in 2:40:27 h.